# Jose Sorra
Jose Sorra (Malinao, 9 maart 1929 - Legazpi, 21 januari 2021) was een Filipijns rooms-katholieke geestelijke. Hij was van 1974 tot 1993 bisschop van het Filipijnse bisdom Virac. Aansluitend was Sorra van 1993 tot 2005 bisschop van het bisdom Legapzi

## Biografie
Sorra werd op 9 maart 1929 geboren in Malinaoin de Filipijnse provincie Albay. Hij werd op 17 maart 1956 tot priester gewijd. Hij was  secretaris-generaal van de Filipijnse bisschoppenconferentie tot zijn benoemding tot eerste bisschop van Virac op 27 mei 1974 door paus Paulus VI. In zijn periode in Virac richtte hij een jeugd apostolaat op. Ook was hij in 1986 de eerste voorzitter van de Bisschopscommissie voor de jeugd. Na bijna twintig jaar gediend te hebben als bisschop van Virac werd hij op 1 maart 1993 door Paus Johannes Paulus II benoemd tot bisschop van Lepgazpi. Op 1 april 2005 ging Sorra met pensioen. 
Sorra overleed in 2021 op 91-jarige leeftijd aan de gevolgen van in het Tanchuling Hospital in Legazpi. Hij was op het moment van overlijden de oudste nog levende Filipijnse bisschop.